# انحلال الفقار
انحلال الفقار (بالإنجليزية: Spondylolysis)‏ هو عيب الفقرة، وتحديدًا كما يعرّف فهو عيب في القوس الفقرية. تحدث معظم حالات انحلال الفقار في أدنى مستوى في الفقرة القطنية (L5)، ولكن قد يحدث انحلال الفقار في فقرات قطنية أخرى، وكذلك في الفقرات الصدرية.
يحدث انحلال الفقار عند ما يقارب الـ %3 حتى الـ %6 من الناس.

## روابط خارجية
- Information from the American Academy of Orthopaedic Surgeons
- A Patient's Guide to Lumbar Spondylolysis
- spondylosis treatement
- http://www.orthoseek.com/articles/spondyl.html
- http://www.hcup-us.ahrq.gov/tech_assist/tutorials.jsp
- http://www.orthonurse.org/portals/0/spondy.pdf Spondylolysis and Spondylolisthesis of the Lumbar Spine Pediatric Orthopaedic Department Massachusetts General Hospital] at the Mass General hospital for Children
- http://www.orthogate.org/patient-education/lumbar-spine/lumbar-spondylolysis.html
- http://www.emedicinehealth.com/spondylosis/page14_em.htm